# Elonidae
Elonidae zijn een familie van weekdieren uit de klasse van de Gastropoda (slakken).

## Taxonomie
De volgende taxa zijn in de familie ingedeeld:
- Geslacht   † Lychnopsis Vidal, 1917
- Onderfamilie Eloninae Gittenberger, 1977
  - Geslacht Elona H. Adams & A. Adams, 1855
  - Geslacht †Galactochilus Sandberger, 1875
  - Geslacht Norelona Nordsieck, 1986
- Onderfamilie Klikiinae H. Nordsieck, 1986
  - Geslacht Soosia Hesse, 1918
  - Geslacht †Klikia Pilsbry, 1894